# Pandèmia de grip de 1918

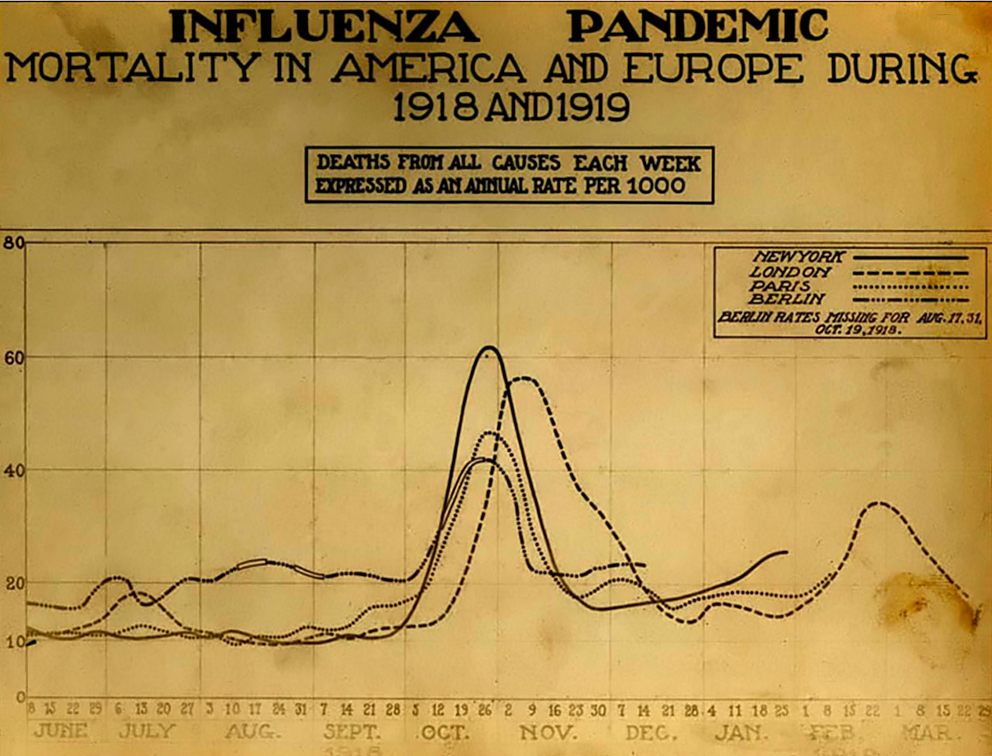
Morts per grip espanyola durant els anys 1918 i 1919.

La pandèmia de grip de 1918, també coneguda com a grip espanyola, va ser una pandèmia de grip (malaltia infecciosa viral) particularment greu, que va causar la mort d'entre 50 i 100 milions de persones a tot el món durant els anys 1918 i 1919. Mentre que la pandèmia de pesta negra que va tenir lloc en el segle xiv va matar més de 25 milions de persones en cinc anys, la grip de 1918-1919 provocà la mort d'una quantitat d'individus almenys igual en poc més d'onze mesos. Es calcula que provocà símptomes clínics en un terç de la població mundial i que tingué una taxa de letalitat general superior al 2,5%, altíssima si es compara amb el 0,1% produït per les pandèmies estacionals de grip. L'anàlisi de les dades de 14 països europeus, als quals pertanyien les tres quartes parts dels 250 milions d'habitants d'Europa en 1918, indica un excés de mortalitat de 2,64 milions de persones (1,1% del total) durant el període de circulació de la grip espanyola, apreciant-se una sincronia en les onades de mortaldat que sofriren aquestes nacions entre 1918 i 1919. Octubre i novembre de 1918 van ser els mesos amb més defuncions.
Fou causada per una soca d'Influenzavirus A, subtipus H1N1, inusualment virulenta. Es creu que el virus es va originar a conseqüència de diversos fenòmens de recombinació entre virus humans, porcins i aviars ocorreguts durant els anys previs a la pandèmia. Foren moltes les circumstàncies que afavoriren la seva emergència i el gran nombre de morts entre els soldats que van ser reclutats. Segons alguns autors, el grau de patogenicitat del virus es podria haver potenciat a causa de l'efecte mutagènic dels gasos verinosos emprats massivament en el decurs de la Gran Guerra.

## Origen del nom de la pandèmia
Aquest fenomen es va conèixer arreu del món com a grip espanyola o la dama espanyola. El nom va sorgir dels governs bel·ligerants, que tenien por d'informar sobre la mort de treballadors i de soldats i imposaven la censura sobre la premsa. Les forces aliades i les Potències Centrals havien patit grans pèrdues a causa de la grip, però restringien la informació per tal que l'enemic no se n'aprofités. Espanya, com que no estava en guerra, va permetre que les publicacions informessin sobre la grip, especialment severa.
Alguns autors apunten que a final de la primavera de 1918, l'agència Fabra va enviar un teletip a Reuters informant que «una estranya forma de malaltia de característiques epidèmiques havia aparegut a Madrid. L'epidèmia és de caràcter benigne. No s'han registrat defuncions». Des d'aquest moment, es va anomenar grip espanyola. Un segle després, encara que els viròlegs, epidemiòlegs i historiadors afirmen que no es va originar a Espanya, continua coneixent-se com a grip espanyola. La primera referència al caràcter epidèmic de la grip a la premsa mèdica espanyola aparegué el dia 1 de juny de 1918 a un article titulat La epidemia reinante.
A Espanya, que fou el país europeu no bel·ligerant amb més víctimes de la grip (unes 250.000, aproximadament un 1,5% de la població total de l'època), la malaltia s'anomenà durant un temps el soldado de Nápoles, fent referència a un fragment musical molt famós de la sarsuela «La canción del olvido» de Romero i Fernández-Shaw, llavors de moda. A Zamora el bisbe Antonio Álvaro Ballano es va oposar contra la quarantena durant la pandèmia. Ans al contrari va organitzar una missa multitudinària i una novena per perdonar «els pecats i la ingratitud» que considerava ésser-ne la veritable causa. La mortalitat hi va ser cinc vegades superior a la mitjana de la resta de la península.

## Origen i progressió de la pandèmia
L'origen d'aquesta pandèmia és desconegut. Els investigadors han suggerit la Xina, d'on molts treballadors emigraven aleshores cap a Europa i els Estats Units d'Amèrica. La migració podria estar relacionada amb el fet que el primer cas que es va conèixer de mort per la pandèmia fou la d'un soldat estatunidenc destinat a Camp Funston (Kansas), el 8 de març del 1918. En les mateixes dates es van observar brots a Detroit, a Carolina del Sud; i a la presó de Sant Quintín, a Califòrnia. A finals d'abril d'aquest any, 24 dels 36 principals camps d'instrucció militar dels EUA on es preparaven les tropes destinades al front europeu tenien nombrosos casos de grip. Entre 1918 i 1919, la grip va afectar un 20-40% de tot el personal de la marina i l'exèrcit de terra dels EUA, provocant en total la mort d'uns 550.000 habitants d'arreu del país. Per això, alguns autors accepten aquests fets com a proves d'un origen americà de la pandèmia. Tot i així, les evidències històriques i epidemiològiques no són suficients per identificar l'origen geogràfic del virus i les anàlisis filogenètiques tampoc han aconseguit ubicar-lo en cap context zonal determinat.
A partir d'aleshores, el virus es va estendre entre els soldats americans amb una particular incidència entre els reclutes negres, i posteriorment a Europa durant la Primera Guerra Mundial. A França, Espanya, Itàlia i Alemanya va arribar entre l'abril i el maig de 1918; el juny a la Gran Bretanya i després a Rússia. Va arribar al nord d'Àfrica al maig del 1918 i des d'allà fins a l'Índia, la Xina, Nova Zelanda i Filipines el juny de 1918. Hi va haver tres onades, de març al juliol de 1918, del setembre al desembre de 1918 i del febrer a l'abril de 1919, essent la segona la més virulenta i mortal. Es creu que una quarta onada aparegué a certs llocs durant l'hivern de 1920. La presentació en onades de la pandèmia, especialment a les poblacions urbanes, podria haver estat relacionada amb fenòmens d'immunitat adquirida durant episodis anteriors de grip estacional. L'empobriment general de la població, les caòtiques situacions familiars, les restriccions socials i la incertesa davant el futur van ocasionar una profunda sensació d'angoixa en moltíssims supervivents de la pandèmia.
Es calcula que a Barcelona hi va haver uns 150.000 afectats. La documentació municipal conservada és escassa i fragmentària, fent difícil avaluar l'impacte de les mesures de sanitat pública adoptades a la ciutat. La premsa de l'època es va fer ressò del gran desconcert que sobre elles originà l'epidèmia tant en els professionals sanitaris com en les autoritats polítiques. La contribució més sistemàtica de la medicina barcelonina a l'estudi de la grip de 1918-19 fou la del catedràtic d'Higiene jubilat Rafael Rodríguez Méndez (1845-1919). Amb el títol Algunos datos relativos a la gripe, publicà diverses pàgines a cada número de la Gaceta Médica Catalana, revista de la seva propietat i direcció, entre el 15 de febrer i el 30 de novembre de 1919. L'assidu col·laborador de La Vanguardia, el metge i acadèmic de la Reial Acadèmia de Medicina de Barcelona Wifred Coroleu i Borràs (1877-1951) va escriure el 22 d'octubre de 1918 en aquest diari un ampli article: La grippe y la higiene, en el qual descrivia diferents presentacions de la grip i quasi tot el coneixement de l'època sobre les mesures higièniques contra ella, amb un llenguatge divulgatiu i senzill.
L'impacte demogràfic de la pandèmia fou tan important que l'any 1918 el creixement natural de la població barcelonina i espanyola, és a dir, la diferència entre els nascuts i els difunts, es va negativitzar. A Madrid, ciutat que no va ser una de les més afectades per la pandèmia a l'Estat espanyol, al llarg d'un període de quasi 20 mesos es registraren unes 6.500 morts en excés (valor estadístic representatiu del desplaçament a l'alça de l'índex de mortalitat previsible en una població durant un interval de temps determinat), 2.500 d'elles entre desembre de 1919 i gener de 1920, més d'un any després dels primers brots de grip. De forma aproximada i obviant els problemes generats per la disparitat diagnòstica, es calcula que la grip causà la mort d'un 0,5% dels habitants de la Vall d'Aran, d'un 2,58% dels de Sant Cugat del Vallès i que a Igualada la xifra de morts fou d'unes 180 persones. La taxa de mortalitat de Terrassa fou moderada, en comparació a altres municipis amb un nombre d'habitants similar. Poquíssims pobles d'Espanya i Portugal no van ser afectats per la grip.
Els fracassos del Govern de l'Estat durant l'epidèmia van contribuir a desestabilitzar el sistema polític de la Restauració i impulsaren als periodistes, metges i intel·lectuals a contemplar la conveniència de models polítics alternatius.

## Símptomes
Els símptomes més habituals de la grip espanyola són augment ràpid de la febre, tremolors, mal de cap, dolors musculars a l'esquena i les cames i tos seca. Així es va presentar en la majoria dels casos descrits i els pacients es recuperaven al cap d'uns dies de repòs al llit. Però alguns malalts que mostraven signes d'infecció morien en 24 hores. Fins i tot, hi ha dades de gent que queia literalment morta i altres que morien després de dos o tres dies. La infecció vírica produïa un embassament generalitzat dels pulmons (edema pulmonar), bronquiolitis, dany alveolar difús i greus hemorràgies intraalveolars; encara que la causa última de la majoria de les morts va ser una pneumònia bacteriana secundària, sobretot per bacteris comensals propis de la nasofaringe (en especial Streptococcus pneumoniae, Streptococcus pyogenes i Staphylococcus aureus). Altres malalts varen morir d'empiema o sèpsia.
Molts dels qui van morir presentaven coloració blava als llavis, orelles, cara i dits de les mans i els peus, un símptoma anomenat en aquells anys cianosi heliotròpica i que està provocat per la falta d'oxigen.
En conjunt, la simptomatologia era molt similar a la d'una seriosa patologia pulmonar ja descrita en la tropa per metges de l'Exèrcit Britànic durant l'estiu de 1917 amb el nom de 'bronquitis purulenta'. Hi ha experts que es fonamenten en aquest fet per suggerir que la pandèmia es va originar a França l'any 1916, una opinió no exempta de polèmica.
Les autòpsies revelaven danys als pulmons i al cor, així com al fetge, els ronyons i la vesícula. Una de les característiques més inusuals de la pandèmia va ser l'edat dels qui morien, pertanyent a la franja etària que generalment és capaç de presentar una correcta resposta immunològica contra els microorganismes infecciosos. La majoria tenien entre 20 i 40 anys, el grup de població amb un major índex de supervivència durant els brots estacionals de grip comuna, mentre que en altres pandèmies les persones més afectades eren els infants i la gent gran. És possible que la gent gran de l'època presentés alguna immunitat adquirida a partir d'alguna infecció prèvia per un virus de la grip similar, però de menor virulència, el qual hauria circulat durant les primeres dècades del segle xix.
Hi ha especialistes que afirmen que la grip va ser especialment mortífera entre els tuberculosos (latents i actius), ja que les infeccions víriques augmenten la patogenicitat dels micobacteris.
Moltes comunitats aborigens d'Alaska, Labrador, Austràlia rural i les regions més septentrionals dels països escandinaus tingueren una taxa de mortalitat adulta notablement més elevada (entre el 50% i el 90%) que la dels habitants de zones menys remotes. Les causes d'aquesta diferència són múltiples: escassa diversitat genètica, absència d'exposició prèvia als Influenzavirus, comorbiditats, dificultat per accedir als aliments o actituds discriminatòries per part de les autoritats corresponents.

## Influència de la pandèmia de 1918 en la medicina
L'any 1918 els científics encara no havien descobert els virus i, per tant, no existien proves de laboratori per detectar o caracteritzar el patogen causant de la pandèmia. Els mètodes per prevenir i tractar la malaltia eren molt limitats. No hi havia vacunes víriques, ni medicaments antivirals, ni antibiòtics per tractar les infeccions bacterianes secundàries. Les mesures per evitar la propagació de la malaltia estaven circumscrites a intervencions no farmacològiques, com la promoció de la higiene personal, l'aïllament dels infectats, la quarantena, l'ús públic de màscares quirúrgiques (només a algunes ciutats) i el tancament de llocs públics (sobretot escoles i teatres).
Des de quasi el començament de la pandèmia els metges de l'època varen fer un gran esforç per registrar el nombre de persones afectades i de defuncions. Malgrat les deficiències d'aquests estudis epidemiològics inicials, fonamentalment de caràcter numèric i descriptiu, la interpretació analítica posterior fou essencial pel desenvolupament de la medicina preventiva. L'epidemiòleg del Laboratori Municipal de Barcelona Manuel Dalmau i Matas fou un dels metges barcelonins que mori a conseqüència de la grip a principis de l'hivern del 1918, als 28 anys.
Aquesta pandèmia va representar un punt d'inflexió en la gestió de les malalties de propagació mundial, donant una major rellevància a l'assistència primària fomentada i controlada pels estats i fou l'origen dels actuals sistemes de vigilància i resposta de/a les infeccions gripals, com ara la distanciació social o l'ús generalitzat de mascaretes protectores.
A Espanya, durant el període de pandèmia i al llarg dels anys immediatament posteriors no existí una llei general de Sanitat. La grip va induir l'elaboració de diversos documents legislatius d'àmbit estatal referents a la profilaxi pública de les malalties infeccioses, en bona part redactats per diputats amb experiència mèdica i d'un caire fortament regeneracionista; entre els quals cal destacar el Real Decreto de 10 de enero de 1919 en relación con la prevención de las enfermedades contagiosas i el Proyecto de ley de profilaxis de enfermedades evitables de 1922, ja que en ells es plantejava per primera vegada el fet que «el primer derecho natural del hombre es el derecho a la vida y a la salud; y que de ese derecho nace el deber de todo ciudadano de respetar la salud de los demàs» i també la conveniència d'adoptar un sistema bàsic de seguretat social dirigit institucionalment per resoldre els problemes sanitaris del país.
A despit, però, dels grans progressos científics i mèdics assolits al llarg d'una centúria, els experts posen l'accent sobre el fet que la humanitat encara seria vulnerable si s'enfrontés avui dia a una pandèmia de característiques similars a la de 1918. Malauradament, les lliçons apreses d'aquesta van ser de nou noticia quan esclatà la crisi global pel SARS-CoV-2. Tot i haver aparegut les dues situacions en èpoques molt diferents, es poden trobar molts paral·lelismes de naturalesa mèdica i social entre elles. Per exemple, durant la pandèmia va circular entre els països anglosaxons una teoria conspirativa que es basava en la creença que la l'aspirina fabricada per la companyia farmacèutica alemanya Bayer era la causant de la grip. També proliferaren les recomanacions de remeis inútils, com ara la instil·lació intranasal de gotes de whisky.
Una vegada aconseguida l'any 2005 la seqüència de codificació completa del virus de la pandèmia de 1918 a partir de mostres de pulmó d'una víctima preservada en el permafrost d'Alaska, un equip de recerca dels CDC emprà la genètica inversa per arranjar un virus amb els vuit segments de gens del virus pandèmic amb el propòsit d'estudiar les seves propietats. Es va comprovar que, a diferència dels virus H1N1 contemporanis, el virus de 1918 tenia la capacitat de replicar-se en absència de tripsina i causar la mort massiva de ratolins i embrions de pollastre. S'aprecià també un fenotip d'alta proliferació en cèl·lules epitelials bronquials humanes.
Els avenços en la metodologia d'anàlisi dels teixits de l'època són fonamentals per obtenir una millor comprensió d'aquella pandèmia. Aquest coneixement pot contribuir al disseny de mètodes de diagnòstic perfeccionats i de nous fàrmacs, com ara vacunes profilàctiques contra possibles virus que el dia de demà puguin infectar el tracte respiratori humà, i al desenvolupament d'estratègies de prevenció més eficaces davant de futures pandèmies, especialment pel que fa al moment òptim per l'administració d'antivirals i/o antibiòtics i l'aplicació amb èxit de teràpies cel·lulars innovadores.